# ترمایرکیون
ترمایرکیون (به انگلیسی: Tremeirchion) یک منطقهٔ مسکونی در بریتانیا است که در دنبیشر واقع شده‌است. ترمایرکیون ۶۳۶ نفر جمعیت دارد.